# Ringnæbbet måge
Ringnæbbet måge (Larus delawarensis) er en mellemstor nordamerikansk mågeart, der var tæt på at blive udryddet i begyndelsen af det 20. århundrede, men nu er en af de mest talrige fugle i verden. I Danmark er den dog kun set to gange.

## Udseende
Den ringnæbbede måge har en længde på 43 - 54 cm, en vægt på 300 - 700 g og et vingefang på 105 - 117 cm. Den ringnæbbede måges hoved, hals og underside er hvid, dens forholdsvis korte næb er gult med en mørk ring, ryggen og vingerne er sølvgrå og dens ben er gule. Dens øjne er gule med røde kanter. Det tager mågen tre år at nå sin ynglefjerdragt, dens udseende ændrer sig hver gang den fælder.
Den gennemsnitlige levetid for en ringnæbbet måge, der når voksenalderen, er 10,9 år. Den ældste ringnæbbede måge nogensinde blev observeret i Cleveland i 2021, og den lever stadig i en alder af 28 år.

## Udbredelse og levested
Den ringnæbbede måge yngler nær søer, floder eller kyster i Canada og det nordlige USA. Den yngler i kolonier på jorden, ofte på øer. Ringnæbbet måge har en tendens til at være tro mod sin redeplads, hvis ikke sin partner, fra år til år. Den ringnæbbede måge er et velkendt syn på amerikanske og canadiske parkeringspladser, hvor den jævnligt kan findes i store antal. I nogle områder fortrænger den mindre aggressive fugle som for eksempel fjordternen.
Den ringnæbbede måge er en trækfugl og når de trækker, bevæger de fleste af dem sig sydpå til den Mexicanske Golf, Atlanter- og Stillehavets kyster i Nordamerika og De Store Søer.
Denne måge er en regelmæssig vandrer til Vesteuropa. I Irland og Storbritannien er det ikke længere en sjældenhed at se den, med flere fugle, der regelmæssigt overvintrer i disse lande. Den er også set i Danmark to gange, en gang i 1999 og en gang i 2006.

## Føde
Ringnæbbet måge fouragerer mens den flyver eller samler mad op, mens den svømmer, går eller vader. Den stjæler også mad fra andre fugle og finder ofte mad i skraldespande. Den er altædende, dens kost kan omfatte insekter, fisk, korn, æg, regnorme og gnavere. Ringnæbbet måge har tilpasset sig til at indtage føde, der er smidt ud eller er efterladt uden opsyn af mennesker. Den betragtes som et skadedyr af mange strandgæster på grund af dens lyst til at stjæle ubevogtet mad på befærdede strande. Fuglene samles ved strande, havne og parker, hvor folk tit har mad og måske taber nogle rester. Mågens naturlige fjender er rotter, ræve, hunde, katte, vaskebjørne, prærieulve, ørne, høge og ugler.

## Bevaringsstatus
I slutningen af 1800-tallet blev ringnæbbet måge jaget på grund af sin fjerdragt og var tæt på at uddø. Dens bestand er siden da vendt tilbage, og ringnæbbet måge er nu den mest almindelige måge i Nordamerika. Dens bestand er i dag anslået til at være på over 1 milliard individer, og det er en af de fire mest talrige fuglearter i hele verden (de tre andre fugle med en anslået population på over 1 milliard individer er: gråspurv, stær og landsvale).